# Песня слепого араба
«Песня слепого араба» (азерб. Kor ərəbin mahnısı) — песня, написанная азербайджанским композитором Фикретом Амировым к постановке пьесы «Шейх Санан» Гусейна Джавида. Отмечается, что песня является типичным образцом песни-баллады.

## История песни
Пьеса «Шейх-Санан» Джавида основана на арабской легенде, хорошо известной и в Азербайджане. Фикрет Амиров начал писать музыку к драматическому спектаклю в 50-х годах. Это было первое обращение Амирова к арабской тематике. Почти всю музыку к спектаклю Амиров создавал на азербайджанском материале и лишь в двух-трёх случаях привлёк подлинные арабские мелодии, но достаточно переработал их. Так появилась популярная и вне спектакля «Песня слепого араба».
В 1961 году на студии Азербайджанского Телевидения режиссёром Рауфом Кязымовским на песню был снят ролик под названием «Песня слепого». Песню в ролике исполнял Мамедали Алиев. Сам фильм снимался в Ичери-шехере. Песню также исполнял народный артист СССР Рашид Бейбутов. Народная артистка Азербайджана Малекханым Эйюбова сняла клип на песню.
В 2007 году рэпер Надо и Джавид Гусейн синтезировали музыку Амирова с рэпом и в таком жанре преподнесли эту песню. Аранжировал песню Азад Велиев.
В 2012 году на торжественном мероприятии, посвященном 130-летию Гусейна Джавида песню исполнил народный артист Азербайджана Алим Гасымов.

## Текст
| Текст (азерб.) | Перевод на русский |
| --- | --- |
| Nə eşq olaydı, nə aşiq, Nə nazlı afət olaydı, Nə xəlq olaydı, nə xaliq, Nə əşki-həsrət olaydı. Nə dərd olaydı, nə dərman, Nə sur olaydı, nə matəm, Nə aşiyaneyi-vüslət, Nə bari-firqət olaydı. Könüldə nuri-məhəbbət, Gözümdə pərdeyi-zülmət… Nə nur olaydı, nə zülmət, Nə böylə xilqət olaydı. Nədir bu xilqəti-bimərhəmət, bu pərdəli hikmət? Bu zülmə qarşı nolur bir də bir ədalət olaydı. Tükəndi taqətü-səbrim, ədalət! Ah, ədalət! Nə öncə öylə səadət, Nə böylə zillət olaydı. | Не было бы любви, не было бы влюблённых, Не было бы капризной любимой, Не было бы сотворённых, не было бы творца, Не было бы слёз скорбных. Не было бы хвори, не было бы лекарств, Не было бы свадьбы, не было бы траура. Не было бы гнёзд влюблённых, Не было бы плодов разлуки. Луч любви в душе, Занавес тьмы в глазах моих. Не было бы света и тьмы, Не было бы творений таких. Что это за творения жестокие, философства неясные, Было бы ещё и справедливости против этих страданий. Нет больше терпения, справедливости хоть, справедливости! Не было бы того прежнего счастья, Ни этой теперешней угнетённости. |